# Alginate de propane-1,2-diol
L'alginate de propane-1,2-diol (ou de propylène glycol) est un ester de l'acide alginique. Il est notamment utilisé comme additif alimentaire en tant qu'émulsifiant, stabilisant et épaississant sous le nom d'E405.